# Военный ординариат Канады
Военный ординариат Канады (фр. Diocèse militaire du Canada, англ. Military Ordinariate of Canada) — военный ординариат Римско-католической Церкви, действующий в Канаде. Военный ординариат Канады, подчиняясь непосредственно Святому Престолу, обеспечивает пастырское окормление военнослужащих канадской армии и их семей. Администрация военного ординариата располагается в Оттаве. Ординарием военного ординариата Канады является епископ Дональд Терио, который имеет воинское звание генерал-майор канадской армии.

## История
Католические капелланы в канадской армии впервые стали обеспечивать пастырское попечение во время второй англо-бурской войны. Перед II Мировой войной возникла необходимость назначить постоянное духовное руководство среди военнослужащих-католиков канадской армии. В 1939 году в канадскую армию на постоянной основе стали принимать католических священнослужителей, которые были объединены общей церковной структурой под управлением епископа Шарля Лео Неллигана.
17 февраля 1951 года Римский папа Пий XII создал военную епархию для военнослужащих канадской армии. 21 июля 1986 года Римский папа Иоанн Павел II издал буллу Spirituali militum curae, которой преобразовал военную епархию в военный ординариат Канады.
Военное право Канады требует от военного начальства полного обеспечения религиозных потребностей военнослужащих, предоставляя возможность полноценного проведения католических богослужений в воинских частях. Священнослужители военного ординариата Канады получают офицерское звание и статус гражданских служащих.
Католические капелланы объединены в рамках межконфессионального комитета канадских военных капелланов (ICCMC).
В канадской армии существуют подобные религиозные структуры для военнослужащих мусульманского, иудейского и протестантского вероисповедания.

## Ординарии военного ординариата
- епископ Charles Leo Nelligan (20.09.1939 — 19.05.1945);
- кардинал Морис Руа (8.06.1946 — 12.03.1982);
- епископ Фрэнсис Джон Спенс (14.03.1982 — 28.10.1987);
- епископ André Vallée (28.10.1987 — 19.08.1996);
- епископ Donald Thériault (25.03.1998 — 8.04.2016, в отставке);
- епископ Scott McCaig, C.C. (8.04.2016 — по настоящее время).

## Источник
- Annuario Pontificio, Libreria Editrice Vaticana, Città del Vaticano, 2003, ISBN 88-209-7422-3
- Булла Spirituali militum curae (лат.)